# 路疹
路疹（英語：Road rash）為一種俗語，係指在自行車與摩托車等交通事故，抑或在直排輪滑、滑輪、滑板活動或長板等運動事故中，皮膚與路面直接摩擦所引起的皮膚傷害。
此俗語可指新鮮之傷痕，亦可指症狀發生後所留下之舊傷疤。該症狀可包含疼痛以及大量出血。
摩托車騎士可穿戴合適的全罩式安全帽、防護衣、手套、防塵長外套與摩托靴等摩托車個人防護裝備，以降低道路交通事故發生之風險。同理，直排輪滑者亦可配戴護膝與護肘以降低此傷害之發生。
「路疹」在英國稱「礫石皮疹」（gravel rash）。該詞彙於魯德亞德·吉卜林著作的小說《基姆》（Kim，1901年）中提及。

## 外部連結
- Abrasions and Road rash （页面存档备份，存于）
- Road rash - abrasion treatment